# Fimo

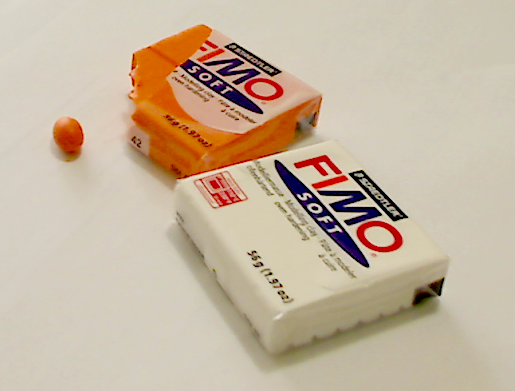
Due pacchetti di fimo in commercio.

Il FIMO è una pasta polimerica/sintetica, prodotta dall'azienda Staedtler, facilmente modellabile e termoindurente, che si usa per la creazione di oggetti, gioielli, complementi d'arredo, bambole, portachiavi. etc etc.
A seconda del tipo è adatta ad essere trasformata in oggetti di qualsiasi forma, in fogli sottili, tagliata a strisce con un coltello o utilizzando l'estrusore FIMO, in cordoncini e stringhe, etc etc. (La Gamma effect leather può essere cucita a macchina o a mano, goffrata, piegata, intrecciata, etc.) Può essere stesa sia con la macchina stendi FIMO sia con il rullo acrilico. Non secca all'aria ma indurisce cuocendola in un comune forno seguendo le istruzioni riportate su ogni singolo panetto.